# Галле (Бентгайм)
Галле (нім. Halle) — громада в Німеччині, розташована в землі Нижня Саксонія. Входить до складу району Графство Бентгайм. Складова частина об'єднання громад Юльзен.
Площа — 21,15 км2. Населення становить 681 ос. (станом на 31 грудня 2021).